# 王舎城
王舎城（おうしゃじょう、梵: राजगृह, Rājagṛha, ラージャグリハ、巴: Rājagaha, ラージャガハ〉は、インド、ビハール州ナーランダ県にある都市。ガンジス川中流域に位置する。羅閲祇とも。現在はラージギル（Rajgir）という名で呼ばれている。
古代にはマガダ国首都が置かれ、釈迦が説法した地の一つで、外輪山に囲まれた盆地の中にある都市遺跡だが、考古学的にはあまり解明は進んでいない。北インドでは珍しく温泉が湧き出る。

## 名称
南伝仏典によれば、かつてマンダァータ、マハーゴーヴィンダなどの大王（ラージャは王と訳す）に支配されたので名づくという。
なお、『大智度論』3では、名称の由来について3つの説を挙げている。
1. 昔、マガダ国王の子に一頭両面四臂あり、王がこれを不吉祥となして、その首身を裂いて広野に棄てた。梨羅という羅刹女が、その身を合わせて乳養し、成人してのちに諸国の王萬1千人を捕らえて、これらの王を5山（後述参照）に置いたことに由来。
2. マガダ国王がその城の失火により7度に及んで、城を移して5山の中にこの王舎城を築いたことに由来。
3. 婆薮仙人の子である廣車王が、空中より声が聞こえて、鹿を追ってこの5山の中に入り、ここに王城を築いたことに由来。

## 歴史
仏教が布教された町として有名で、多くの仏典に登場する。南方の仏典では、仏が出世した時と転輪聖王が出世した時のみ城下となり、その他はすべて空虚となり、夜叉に支配されてその住居になったと伝える。
現在、ビハール州の首府であるパトナから約96kmに位置する場所にあり、ラジギール（ラージギール、ラージギルとも）と呼ばれる。仏教が布教された町として有名で、多くの仏典に登場する。ギッジャクータ（霊鷲山）、ヴェーバーラ（負重山）、イシギリ（仙人掘山）、ヴェープッラ（廣普山）、パンダヴァ（白善山）という5つの山に囲まれている。
釈迦の在世当時は、マガダ国最大の都として栄えた。釈迦が最も長く滞在した地で知られ、『法華経』を説く舞台である霊鷲山（りょうじゅせん）や竹林精舎、釈迦滅後に仏典の結集を行った七葉窟などがある。
当初の都はギリヴラジャ（旧王舎城）であったが、宮殿が炎上したため、ビンビサーラ（頻婆娑羅）王が現在の位置にラージャグリハ（新王舎城）に遷都した。玄奘は『大唐西域記』で、失火により一時寒林にいたが、ヴァイシャーリー市が来襲すると聞き築城したと伝えている。
異説では移転させたのはビンビサーラの息子であるアジャータシャトル（阿闍世）王ともいわれる。旧都を旧城（山城）、新都を新城と呼び区別する。法顕は、この地を訪れたことを『法顕伝』で報告し、サーリプッタの出身であるナーラダ村から西へ1由旬のところに新しい王舎城があり、ビンビサーラ王の古城とは別に、アジャータシャトル王が新城を築城したと伝えている。

## 仏教の聖地として
釈迦がこの都市でマガダ国王ビンビサーラと高弟シャーリプトラ（舎利弗）、マウドガリヤーヤナ（目犍連）の有力な帰依者を得たことが、教団発展の助力となった。
大乗仏教においても、般若経典はじめ『法華経』『無量寿経』など多くがこの都市近郊にあった霊鷲山や竹林精舎を説法の舞台としている。同様に説法の舞台となることの多い祇園精舎のあった舎衛城と並んで、仏教にとっては重要な八大聖地。
外輪山の中に「七葉窟」といわれる洞窟があり、ここで釈迦入滅後に弟子達が集まり、伝えられた教えを確認し合う第一回結集が行われたと伝える。仏典編纂の原点ともなった地。

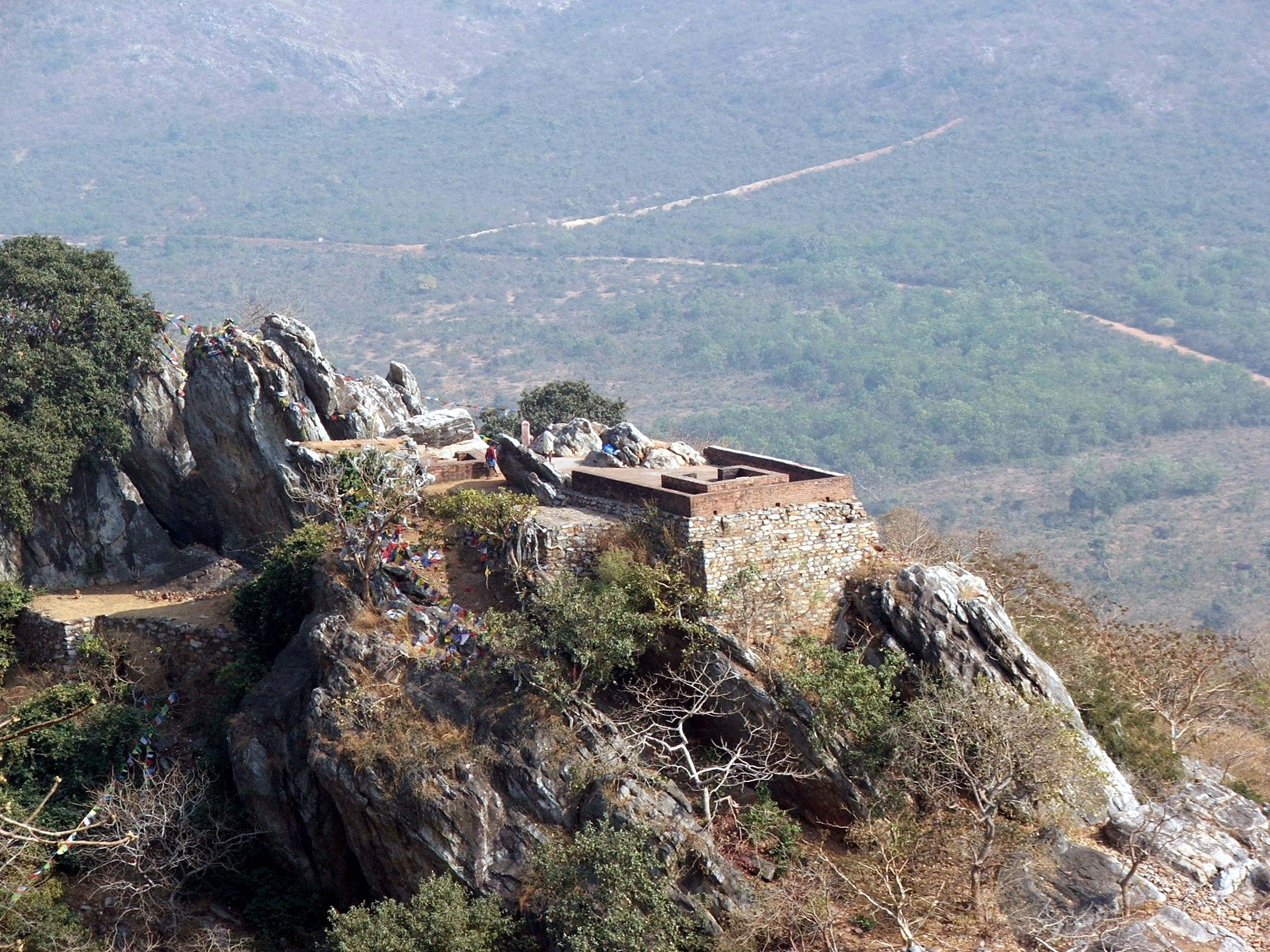
霊鷲山。天竺五精舎のひとつ霊鷲精舎があった
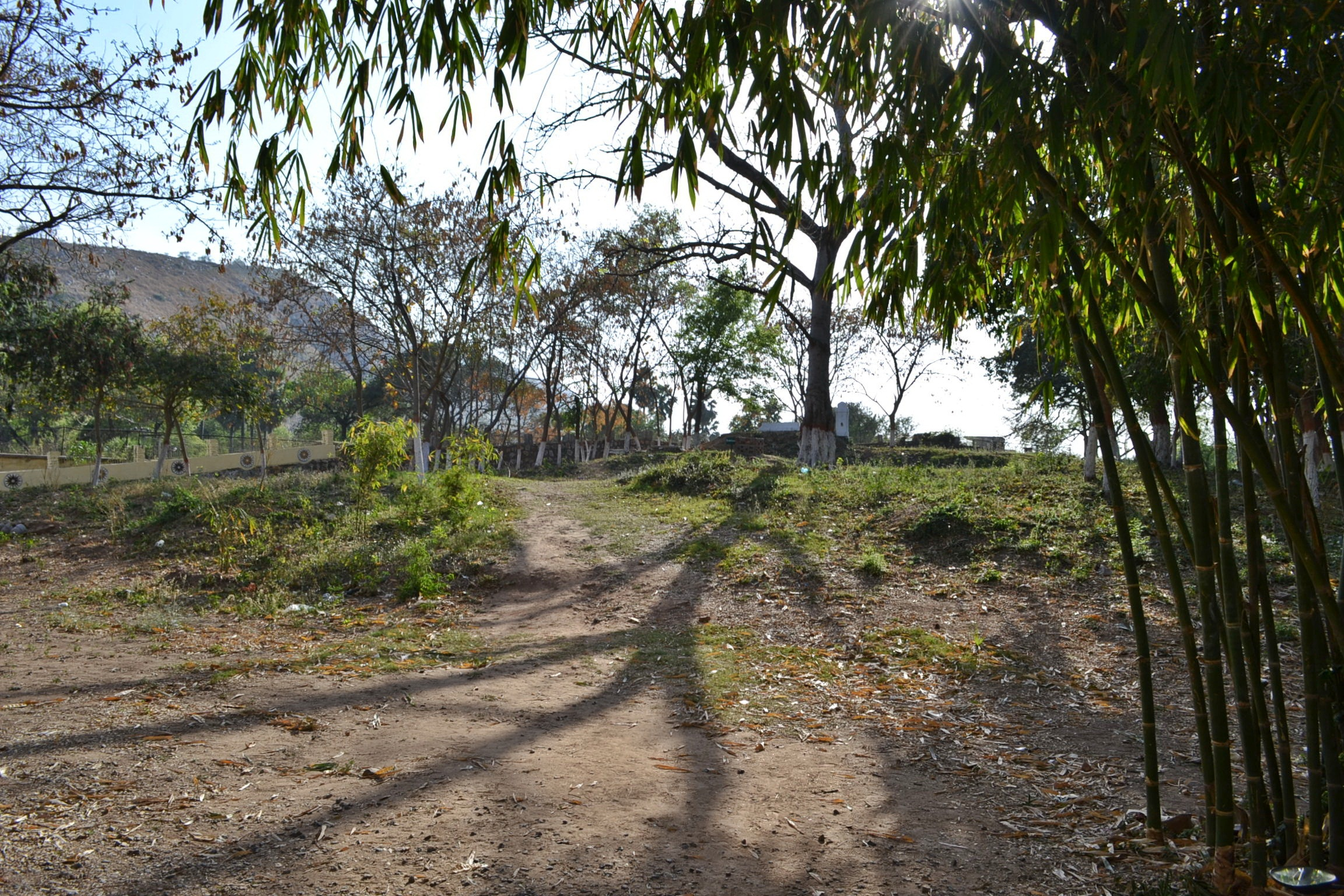
天竺五精舎のひとつ竹林精舎跡地